# Isaac Lea

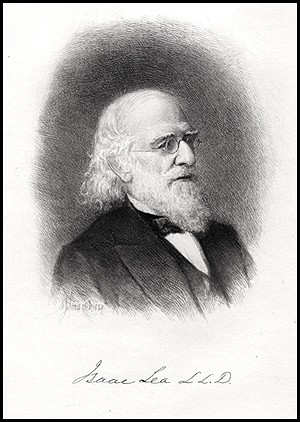
Isaac Lea

Isaac Lea (* 4. März 1792 in Wilmington, Delaware; † 8. Dezember 1886 in Philadelphia, Pennsylvania) war ein US-amerikanischer Conchologe, Geologe und Geschäftsmann. Er war Mitbesitzer eines großen Verlages in Philadelphia. Seine Freizeit widmete er der Sammlung und dem Studium der Naturgeschichte. Sein besonderes Interesse galt den Weichtieren. Seine Sammlungen sind heute im National Museum of Natural History in Washington D.C. zu finden. 1860 war er Präsident der American Association for the Advancement of Science. 
Er ist der Vater des Historikers Henry Charles Lea und des Chemikers Matthew Carey Lea.

## Ehrungen
Thomas Rupert Jones benannte nach Isaac Lea die Muschelschaler-Gattung Leaia JONES 1862.

## Erstbeschreibungen
Isaac Lea ist Erstbeschreiber des Muschelschalers Cypricardia leidyi, heute: Leaia leidyi (LEA 1855) und Typusart der Gattung Leaia JONES 1862.

## Schriften
- Observations on the Genus Unio (13 Bände, 1827–74)
- Contributions to Geology, Philadelphia 1833 Archive
- A Synopsis of the Family of Naiades, Philadelphia 1838 Archive
- Fossil Footmarks in the Red Sandstones of Pottsville (1852)
- Description of a New Mollusk from the Red Sandstone near Pottsville. In: Proceedings of the Academy of Natural Sciences of Philadelphia Vol. 7 (1854 - 1855), S. 340–341
- A Synopsis of the Family Unioidae, Philadelphia 1870 Archive

| Personendaten    | Personendaten                                             |
| ---------------- | --------------------------------------------------------- |
| NAME             | Lea, Isaac                                                |
| KURZBESCHREIBUNG | US-amerikanischer Conchologist, Geologe und Geschäftsmann |
| GEBURTSDATUM     | 4. März 1792                                              |
| GEBURTSORT       | Wilmington, Delaware                                      |
| STERBEDATUM      | 8. Dezember 1886                                          |
| STERBEORT        | Philadelphia, Pennsylvania                                |